# Facultad de Periodismo y Comunicación Social de la Universidad Nacional de La Plata
La Facultad de Periodismo y Comunicación Social (FPyCS) es una de las diecisiete facultades de la Universidad Nacional de La Plata. Fue fundada en 1934 en el carácter de Escuela de Periodismo. Hacia octubre de 1994, tras haber sido reconocida por el Consejo Superior de la Universidad Nacional de la Plata, funciona como Facultad. Dicta siete carreras de grado y diecinueve instancias de posgrado.

## Historia
El Círculo de Periodistas de la Provincia de Buenos Aires vio la necesidad de fundar una escuela superior pública para su profesión. De ese modo, los cursos en la Escuela Superior de Periodismo comenzaron el 27 de abril de 1934. Con unos 300 alumnos inscriptos, el presidente del Círculo, Manuel Elicabe, explicó:

“La aceleración del ritmo de la vida contemporánea ha exigido al periodismo la mayor universalidad de la información noticiosa y de su comentario y le ha impuesto la condición de la más estricta actualidad. Según una feliz expresión –agregó- el público lector es un ser fugitivo que el periodista debe cazar cada día. Adversos a la universalidad y actualidad de la labor periodística, los factores distancia y tiempo se reducen a su mínima expresión por la velocidad que engendran la preparación profesional y la atinada utilización de los medios modernos de comunicación. Al alcance de todos, por lo general, están los últimos; más la preparación profesional exige arduo aprendizaje previo, que desarrolle y cultive las actitudes originarias; impone la adquisición de conocimientos variados, la vivacidad y el perfecto dominio técnico del complicado mecanismo del diario moderno"

En 1984, meses después del fin de la dictadura cívico-militar conocida como Proceso de Reorganización Nacional, la Escuela Superior de Periodismo y Comunicación Social eligió a su Director, por primera vez en la historia.
Una década después, el 24 de octubre de 1994, la comunidad de la Universidad consideró modificar el estatus de la casa de estudios, que pasó de escuela superior a Facultad.

## Edificio propio
Luego de funcionar durante años de manera precaria en aulas del Edificio Tres Facultades, compartido con Ciencias Jurídicas, Económicas y Humanidades, la Facultad de Periodismo inauguró sede propia el 21 de diciembre de 2007, en diagonal 113 entre 62 y 63.
La primera etapa contó con 3100 metros cuadrados en los que se invirtieron casi 4 millones de pesos provenientes de una partida específica que giró el Ministerio de Planificación de la Nación.
El 10 de abril de 2011, fue inaugurada la segunda y última etapa del edificio, que significó la incorporación de 4005 metros cuadrados cubiertos y 174 semi cubiertos. En la planta baja tiene un estudio de televisión, con parrillas para la iluminación y sonido, desde el cual se puede acceder, mediante un corto pasillo, a un auditorio o aula anfiteatrada. 
Incorporó dos estudios de radio, equipados para las prácticas periodísticas, y se trasladaron también a la planta baja, la biblioteca y la librería de la facultad. Agregó 10 nuevas aulas, en el primero y segundo piso de la nueva obra.
En octubre de 2018 inauguró una nueva parte de la obra, que es un Auditorio para 500 personas. Se trata de una construcción de más de 1.500 m² que se levanta frente al edificio Central.
El edificio Miguel Bru, que lleva el nombre de un estudiante desaparecido en 1993, fue sede de la antigua Escuela de Periodismo y es utilizado por unidades de investigación. Actualmente la Facultad cuenta con 4 aulas de estudio de radio, 3 aulas totalmente equipadas con insumos tecnológicos y además dos áreas de estudio equipadas con computadoras.

## Hitos
La obra no estuvo exenta a las polémicas mediáticas: el 27 de marzo de 2013 se había realizado una sesión extraordinaria del Consejo Directivo en la cual se votó el bautismo del edificio con el nombre de Néstor Kirchner, expresidente de la Nación fallecido en 2010, por iniciativa del Centro de Estudiantes. Desde el año 2009, la Facultad de Periodismo y Comunicación Social de la Universidad Nacional de La Plata dicta la Tecnicatura Superior Universitaria en Periodismo Deportivo, la primera carrera de sus características (presencial y gratuita) en la historia de la Universidad Pública Argentina.
El edificio fue otra vez tema para la prensa cuando se anunció que la Facultad dejaría de tener sanitarios separados de hombres y mujeres, para acompañar la entrada en vigencia la ley de identidad de género.
En abril de 2013, tras la inundación que dejó un saldo de 51 víctimas mortales y cientos de miles de damnificados en la ciudad de La Plata, la Facultad de Periodismo se convirtió en un centro de evacuados y de recepción y entrega de donaciones, por lo que el inicio de las clases, previsto para el 15 de abril, debió postergarse una semana, así como las mesas de examen, las inscripciones y las actividades administrativas y académicas.
El 3 de diciembre de 2013 se inauguró la primera carrera en Comunicación Popular del país y el título de grado tendrá carácter oficial con habilitación del Ministerio de Educación de la Nación. En el 2015 se presentó la Tecnicatura Superior Universitaria en Comunicación Digital y desde 2018 funciona la Tecnicatura en Comunicación Pública y Política.
En el año 2016, el Consejo Directivo de la Facultad de Periodismo y Comunicación Social de la UNLP aprobó por unanimidad la creación de la Secretaría de Género, que se constituye en una propuesta pionera en el ámbito universitario.
En julio de 2018, la Facultad creó las Sedes Barriales de la ciudad de La Plata para el dictado clases, una de ella se encuentra en la Casita de los Pibes (Villa Elvira) y en 2019 se incluyó la sede barrial que funciona en el Club Corazones de El Retiro (Olmos).

### Visita presidencial
La decana, Florencia Saintout, recibió a la presidenta Cristina Fernández de Kirchner quien, de visita en la Facultad, se admiró del trabajo y destacó la organización de los jóvenes frente al hecho climático que se cobró la vida de 51 personas.
Además, en agosto del 2019, Cristina Fernández de Kircher presentró su libro “Sinceramente” en la sede Presidente Néstor Carlos Kirchner de la Facultad de Periodismo y Comunicación Social de la UNLP.

### Reparación de legajos
En 2018 se realizó la entrega de los legajos reparados de estudiantes y docentes de la Facultad que fueron detenidas-desaparecidas y/o asesinadas por el terrorismo de Estado de la última dictadura cívico-militar en Argentina y las acciones paraestatales. Este acto, así como el proceso de investigación previo, se realizó en el marco del Programa de Reparación, digitalización y preservación de legajos de estudiantes, graduados y trabajadores de la Universidad Nacional de La Plata víctimas del terrorismo de Estado.

## Personalidades
Entre su cuerpo docente se encuentran diferentes figuras del plano político y comunicacional, entre los que se encuentran Florencia Saintout, Gabriela Cerruti, Pablo Llonto, la activista María Rachid, el líder de Quebracho Fernando Esteche, la Abuela de Plaza de Mayo Estela de Carlotto, la periodista Cynthia García, entre muchos otros.

## Premio Rodolfo Walsh
La Facultad de Periodismo y Comunicación Social entrega cada año el premio Rodolfo Walsh a diferentes categorías, para "jerarquizar la enseñanza del periodismo en los ámbitos universitarios y desarrollar el periodismo de investigación", según su web oficial.
El nombre de la distinción homenajea al periodista y escritor argentino Rodolfo Walsh, desaparecido en la última dictadura. A través del Honorable Consejo Académico de la Universidad Nacional de La Plata, el galardón posee un proceso de selección y se entrega en tres rubros: 
- la trayectoria profesional,
- la labor periodística del año y
- la mejor tesis de investigación periodística en ámbitos universitarios dentro del país.

### Premiados
Los premiados han sido tanto argentinos como figuras internacionales de la comunicación, la política, el espectáculo y la cultura.
Entre los destacados periodistas premiados se encuentran Tomás Eloy Martínez, Alejandro Apo, Adolfo Castello, Ignacio Ramonet, José Mateos, María Seoane, Juan Gelman, Víctor Hugo Morales, Joaquín Morales Solá, Ariel Delgado, Jorge Lanata, Horacio Verbitsky, Rogelio García Lupo, Tristán Bauer, Osvaldo Bayer, Roberto Fontanarrosa, Jorge Aulicino y Miguel Bonasso.
Entre las personalidades destacadas se encuentran René Pérez Joglar (cantante del grupo portorriqueño Calle 13); el humorista Diego Capusotto; la presidenta de Madres de Plaza de Mayo, Hebe de Bonafini, la activista Susana Trimarco, el diputado español Pablo Iglesias Turrión, WOS, el escritor Eduardo Galeano.
Presidentes
También han sido premiados por sus aportes a la comunicación los presidentes:
- Evo Morales (Bolivia),
- Rafael Correa (Ecuador),
- Hugo Chávez Frías (República Bolivariana de Venezuela)
- Cristina Fernández de Kirchner (República Argentina)

## Carreras y estudios de posgrado
En la Facultad de Periodismo y Comunicación Social de la UNLP se desarrollan las siguientes carreras de grado:
- Licenciatura en Comunicación Social
  - Orientación Periodismo
  - Orientación Planificación Comunicacional
- Profesorado en Comunicación Social
- Tecnicatura Superior Universitaria en Periodismo Deportivo
- Tecnicatura Superior Universitaria en Comunicación Popular
- Tecnicatura Superior Universitaria en Comunicación Pública y Política
- Tecnicatura Superior Universitaria en Comunicación Digital

A su vez, la casa de estudios desarrolla los siguientes cursos de posgrado:
- Doctorado en Comunicación
- Maestría en Planificación y Gestión de Procesos Comunicacionales (PLANGESCO)
- Maestría en Periodismo y Medios de Comunicación
- Maestría en Comunicación y Educación
- Maestría en Comunicación y Derechos Humanos
- Maestría en Comunicación y Criminología Mediática
- Especialización en Comunicación Digital
- Especialización en Comunicación y Juventudes
- Especialización en Comunicación Radiofónica
- Especialización en Comunicación y Medio Ambiente
- Especialización en Prácticas Educativo-Comunicacionales
- Especialización en Comunicación y Salud
- Especialización en Edición
- Especialización en Periodismo Cultural
- Especialización en Comunicación Social, Periodismo y Género
- Especialización en Gestión y Producción en Comunicación Audiovisual
- Estancia de Investigación Posdoctoral en Comunicación, Medios y Cultura